# پرتوزایی القاشده

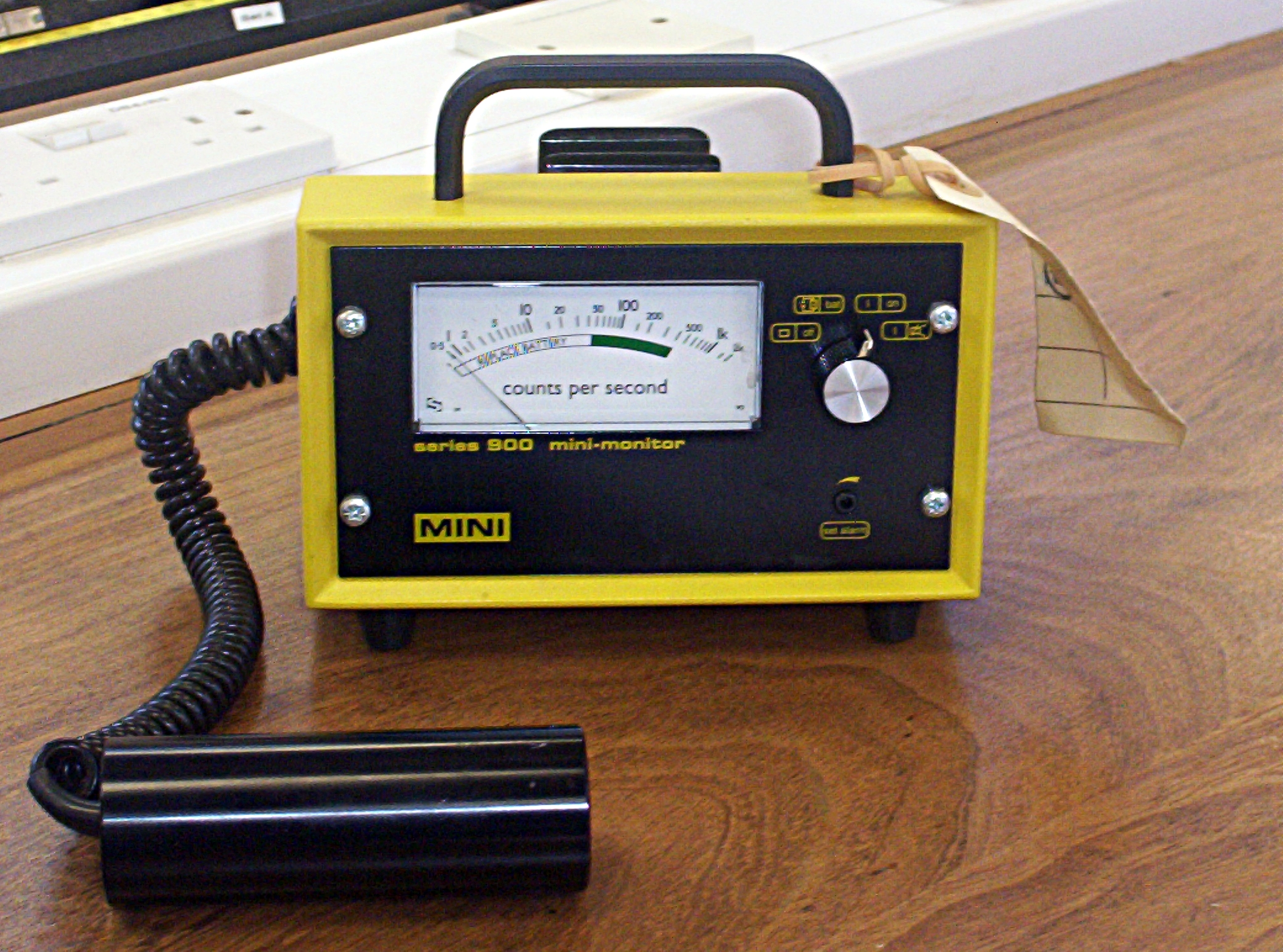
رادیواکتیویته یا پرتوزایی مصنوعی

پرتوزایی القاشده (به انگلیسی: Induced radioactivity)، پرتوزایی مصنوعی (به انگلیسی: artificial radioactivity) یا پرتوزایی انسان‌ساخت (به انگلیسی: man-made radioactivity) نیز نامیده می شود، به پدیده‌ای گویند که در آن ماده‌ای پایدار در معرض تابشی معین قرار می‌گیرد که منجر به پرتوزاشدن آن ماده می‌انجامد. این پدیده نخستین بار توسط فردریک ژولیو کوری و ایرن ژولیو-کوری درسال ۱۹۳۴ میلادی کشف‌گردید که حاصل آن جایزه نوبل شیمی سال ۱۹۳۵ بود.
کاربرد این فنون به‌ویژه در تولید داروهای پرتوزا در پزشکی هسته‌ای محسوس می‌باشد.
روشهای متفاوتی می‌توان برای ایجاد پرتوزایی القاشده بکار گرفت همانند روشهای رآکتوری (همانند فعال سازی نوترونی)، شتابدهنده‌ها، و ژنراتورها.

## ژنراتورها
از مهمترین تولیدات این گروه می‌توان به مس-۶۲، گالیوم-۶۸، روبیدیُم-۸۲، استرانسیوم-۸۷-ام، تکنسیم-۹۹ام، و ایندیوم-۱۱۳-ام اشاره کرد. تلاشی این محصولات از نوع پوزیترونی و تسخیر الکترون یا گذار ایزومری است.

## شتاب‌دهنده‌ها
از مهمترین تولیدات این گروه می‌توان به کربن-۱۱، نوترون-۱۳، اکسیژن-۱۵، فلور-۱۸، گالیوم-۶۷، ایندیوم-۱۱۱، ید-۱۲۳ و تالیوم-۲۰۱ اشاره کرد. شاید پرمصرف‌ترین اینها در پزشکی هسته‌ای فلور-۱۸ باشد که به‌طور نمونه از طریق 18O(p,n)18F تولید می‌شود.

## فعال‌سازی نوترونی
از مهمترین تولیدات این گروه می‌توان به کربن-۱۴، سدیم-۲۴، فسفر-۳۲، گوگرد-۳۵، پتاسیوم-۴۲، کروم-۵۱، آهن-۵۹، سلنیوم-۷۵، و یُد ۱۲۵ و ۱۲۳ اشاره کرد.